# Обеспечение военных действий
Обеспечение военных (боевых) действий — совокупность мероприятий, осуществляемых в целях поддержания войск (сил) в боевой готовности, сохранения их боевой способности и создания благоприятных условий для успешного и своевременного выполнения поставленных им задач. 

## История

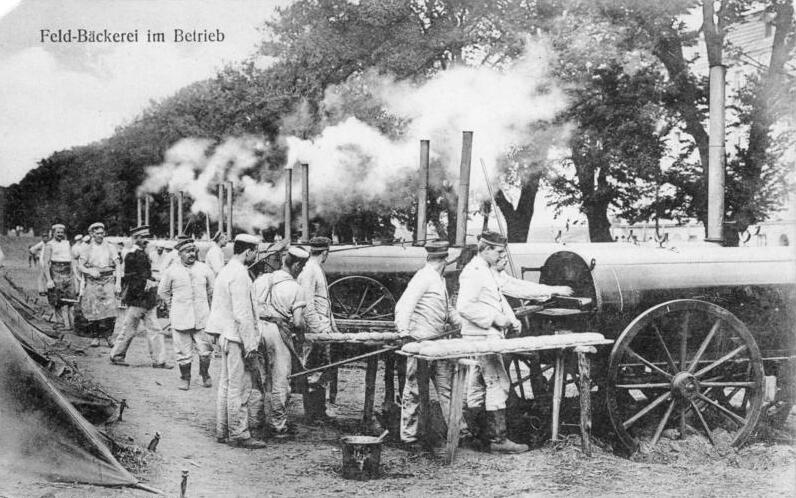
Передвижные пекарни.
Одно из средств тылового обеспечения (продовольственного обеспечения) Германской имперской армии в ходе Первой мировой войны

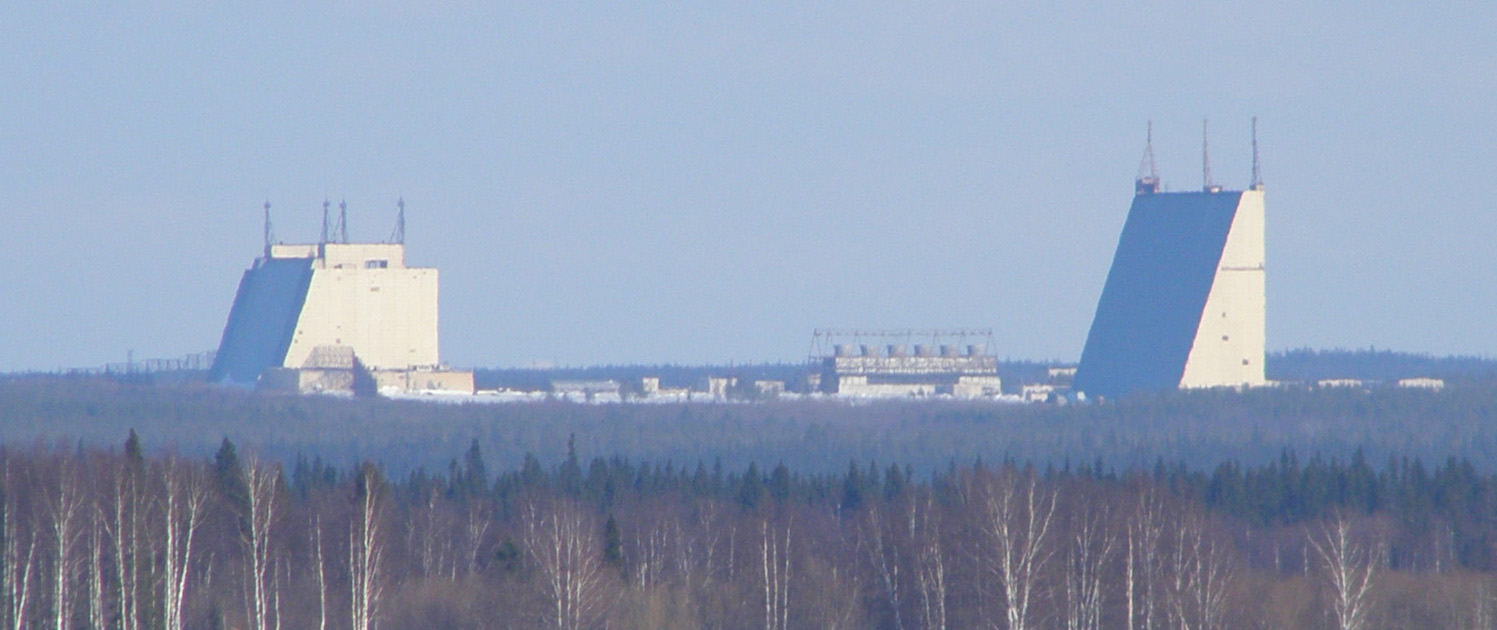
Радар Дарьял-У — средство боевого обеспечения (радиотехнического обеспечения) войск противоракетной обороны Российской Федерации

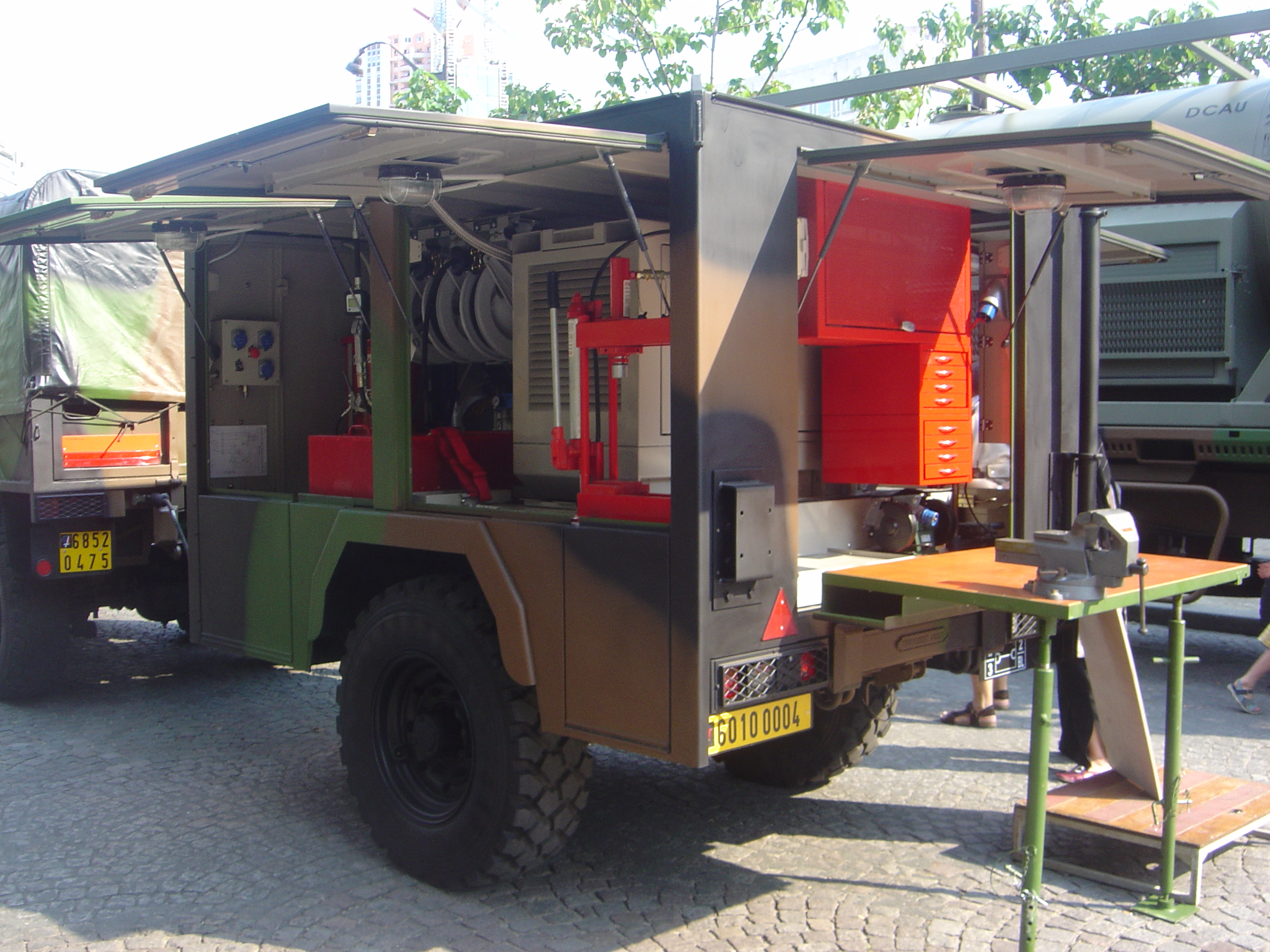
Передвижная мастерская Сухопутных войск Франции.
Средство технического обеспечения (автотехнического обеспечения) по ремонту военной техники в полевых условиях

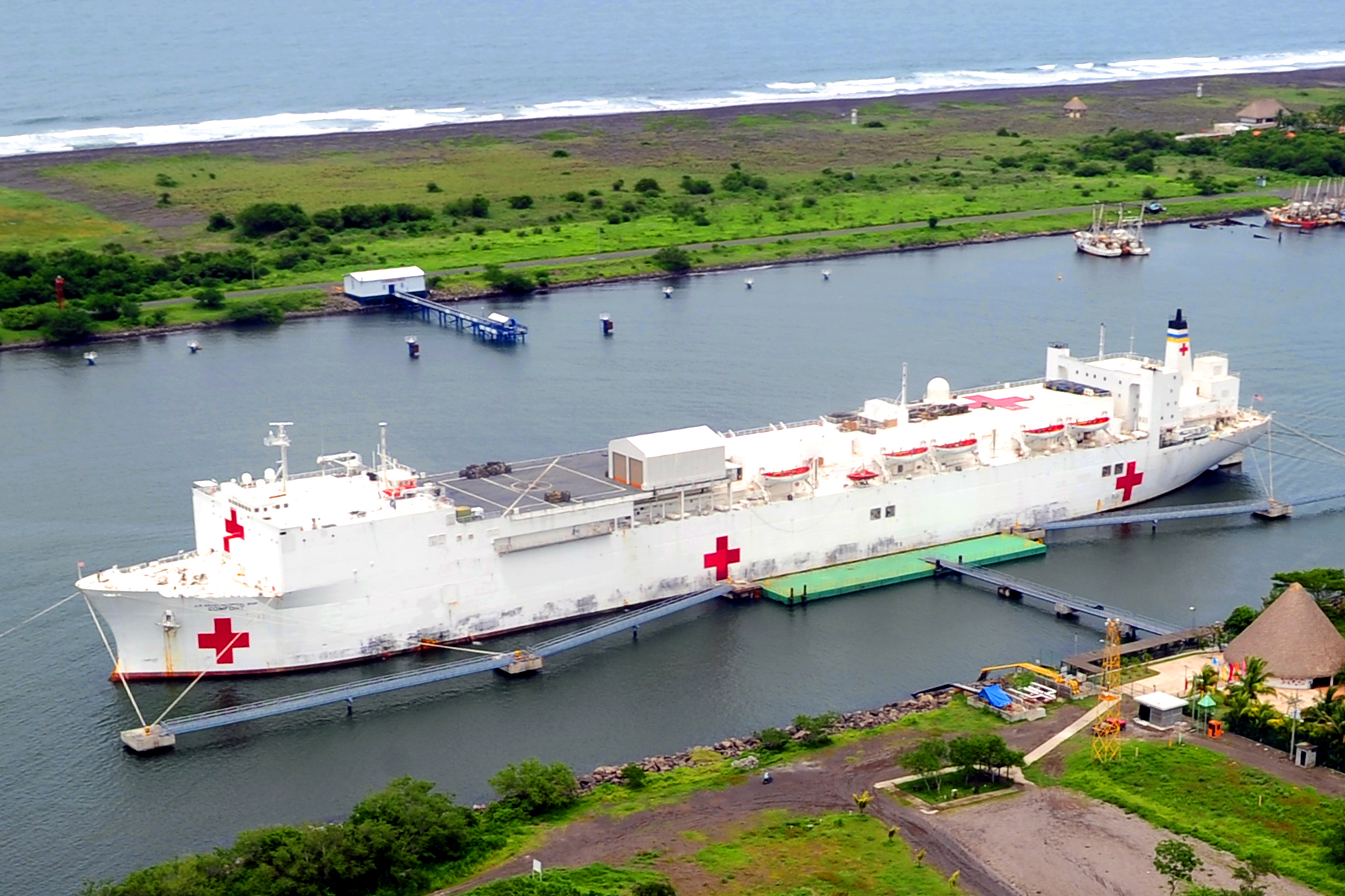
Госпитальное судно «USNS Comfort».
Одно из средств медицинского обеспечения Военно-морских сил США

Возникновение и развитие обеспечения военных (боевых) действий оказывали влияние изменения, происходившие в средствах и способах вооружённой борьбы.
В военных конфликтах до Первой мировой войны были созданы и получили развитие такие виды обеспечения, как разведка, охранение, маскировка, топографическое обеспечение, тыловое обеспечение и другие.
В Первой мировой войне значение этих видов обеспечения существенно возросла вместе с совершенствованием мероприятий по их осуществлению. Появление авиации, танков и химического оружия явилось поводом для противодействия этим средствам борьбы и защиты от них, что отразилось на создании новых видов обеспечения: противовоздушная оборона, противотанковая оборона а также противохимическая защита. Практика организации данных видов обеспечения и ранее сложившихся был изучен военными учёными с получением теоретической основы и использована в действиях войск в ходе Второй мировой войны.
Дальнейший прогресс средств вооружённой борьбы, их массированное применение способствовали тому что некоторые виды обеспечения переросли в самостоятельные виды боевых действий, а также способствовали появлению новых видов обеспечения военных (боевых) действий.
К примеру в результате развития военной авиации появилась необходимость уничтожать воздушного противника с такой же интенсивностью и решительностью, как и наземного. По этой причине противовоздушная оборона сухопутных войск из вида обеспечения была преобразована в важнейший элемент содержания боевых действий. Рост численности танков, повышение их качества и роли в бою и операции создали ситуацию когда противотанковая оборона перестала укладываться в рамки обеспечения, и борьба с танками была включена в содержание боевых действий.
Появление ракетно-ядерного оружия и электронных средств потребовало создание организации защиты войск (сил) от оружия массового поражения и ведения радиоэлектронной борьбы. С развитием каждого вида обеспечения одновременно также процесс разделения функций и ответственности органов управления и должностных лиц за их организацию.
В вооружённых силах большинства государств обеспечение военных действий организуется всеми командными инстанциями и выполняется подразделениями (частями) боевого и тылового обеспечения, входящими в состав частей (соединений) основных родов войск, а также придаваемыми или поддерживающими подразделениями и частями. В вооружённых силах некоторых государств к подразделениям (войскам) боевого обеспечения относят полевую и зенитную артиллерию, войска связи, инженерные войска, армейскую авиацию, части и подразделения радиоэлектронной борьбы. 

## Составляющие обеспечения военных действий
По типу решаемых задач и осуществляемых мероприятий обеспечение военных (боевых) действий разбиваются на следующие основные категории:
- оперативное (боевое) обеспечение;
- морально-психологическое обеспечение;
- техническое обеспечение;
- тыловое обеспечение;
- медицинское обеспечение.

Для некоторых видов вооружённых сил различных государств существуют присущие только им разновидности боевого либо технического обеспечения.

## Организация обеспечения военных действий
Организация обеспечения военных (боевых) действий проводится на основе решения командующего (командира) и распоряжений вышестоящих начальников.
Командующий (командир) отдаёт задачи по обеспечению, распределяет для этого необходимые силы и средства с учётом мероприятий, намеченных старшим начальником, определяет сроки готовности обеспечения. На основе этого планируются мероприятия каждого вида обеспечения.
Разведка и другие виды боевого обеспечения являются задачей для планирования штабами объединений, соединений и воинских частей. Остальные виды обеспечения организуются начальниками родов войск (сил), специальных войск и служб. Тыловое и техническое обеспечение проводится заместителями командующего (командиров) в тесной координации со штабами объединения, соединений и частей.
В планах по каждому виду обеспечения или на рабочих картах должностных лиц, отвечающих за его организацию, показываются главные задачи обеспечения, выделяемые силы и средства, очерёдность и способы решения задач. Все мероприятия сил и средств согласуются по задачам обеспечения, по месту и времени. Обеспечение военных (боевых) действий осуществляется непрерывно, как до начала, так и в ходе операции (боя), а также при совершении марша и расположении войск (сил) на месте.
В случае изменения боевой задачи перестраивается и система мероприятий по каждому виду обеспечения. Действующие органы (силы и средства) перенаправляются на решение новых задач. Их возможности могут наращиваться за счёт манёвра с второстепенных направлений (участков) и ввода в действие резервов или вновь выделенных подразделений и частей.